# 장크트갈렌-알텐라인 공항

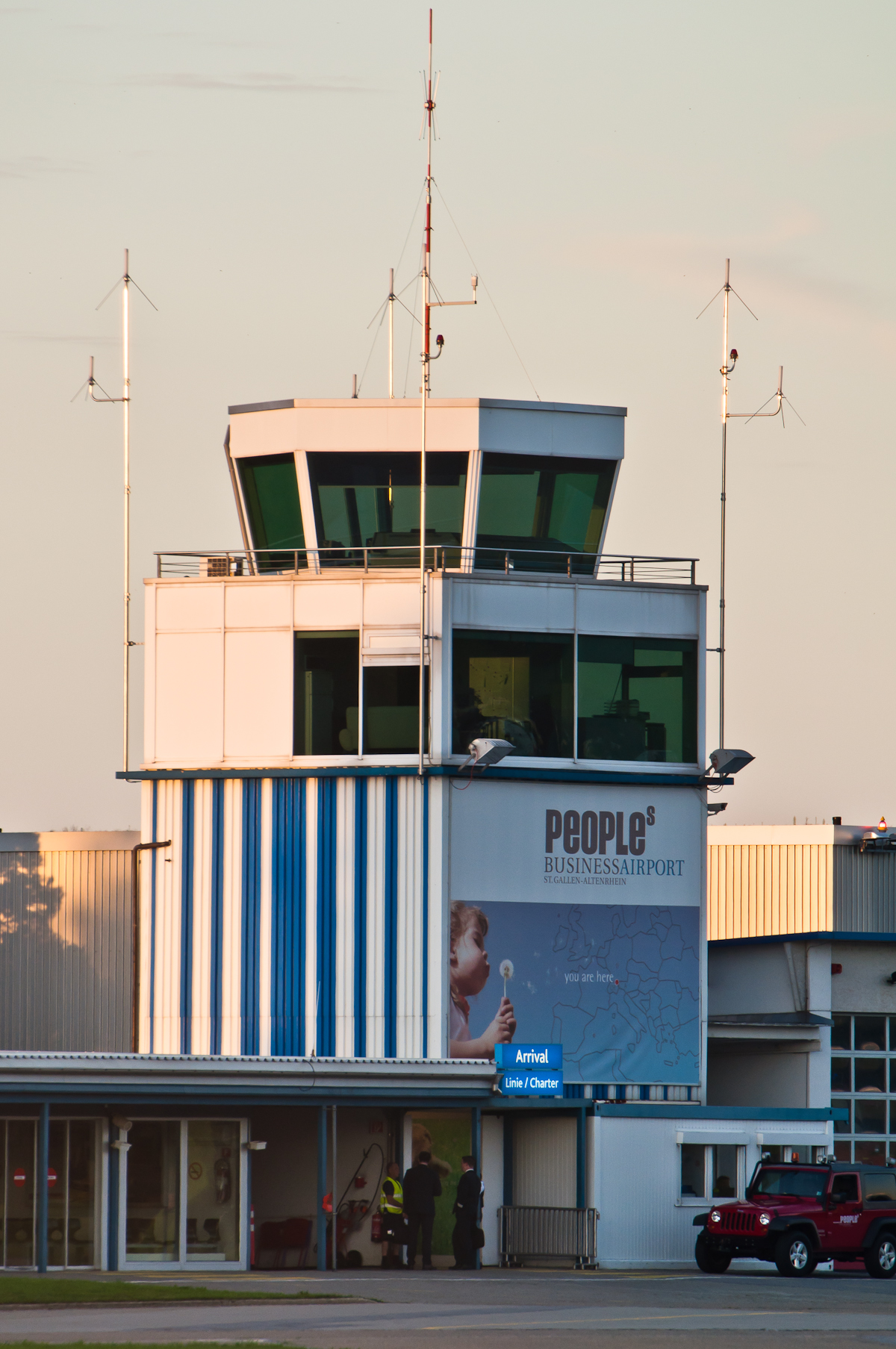
공항의 컨트롤 타워

장크트갈렌-알텐라인 공항(IATA : ACH, ICAO : LSZR)은 스위스 장크트갈렌주의 알텐라인에 있는 작은 공항으로, 보덴호 근처에 있다. 피플스 항공의 본거지이다.

## 역사
제2차 세계 대전이 끝날 무렵, 스위스 당국은 지역 공항으로 현대화될 기존 위치를 확인했으며, 이는 장크트갈렌-알텐라인이 5개 중 하나인 주요 도시 공항을 지원하기 위한 두 번째 계층의 기반 시설이다.
오스트리아 항공은 인터스카이(InterSky)의 전신인 라인탈플루크(Rheintalflug)에서 노선을 인수한 2003년부터 비엔나에서 장크트갈렌-알텐라인을 운항했다. 공항은 2011년에 오스트리아와의 계약을 해지하기로 결정하고 노선을 제공하기 위해 자체 항공사인 피플스 (이전 피플스 비엔나라인)를 시작했다. 오스트리아 항공은 직접적인 경쟁에서도 경로를 계속하기로 결정했다. 결과적으로 그 기간 동안 작은 공항에서 비엔나까지 매일 최대 6편의 항공편이 있었다. 2013년 봄, 오스트리아 항공은 치열한 경쟁의 결과로 계속되는 손실로 인해 비엔나로 가는 항로의 중단을 발표했다. 그 후 피플스는 오스트리아 항공에 코드셰어 계약을 제안했지만 거절했다.

## 시설

### 터미널
공항에는 작은 여객 터미널 건물과 엠브라어 170과 같은 항공기, 비즈니스 제트기 또는 세스나 172와 같은 일반 항공기를 위한 일부 에이프런 및 격납고가 있다. 제트 브리지가 없으므로 도보 탑승이 사용된다.

### 활주로
포장된 동쪽 활주로 (10)에는 계기 착륙 시스템 (ILS CAT I)이 장착되어 있다. 주 활주로는 길이가 짧기 때문에 엠브라어 E-Jets 또는 봄바르디어 Q 시리즈와 같은 소형 여객기에서만 사용할 수 있다.

## 취항
다음 항공사는 장크트갈렌-알텐라인공항에서 정기 항공편 및 계절 항공편을 제공한다.

## 지상 교통
공항은 A1 고속도로 ( 취리히 – 빈터투어, 출구 라이네크-탈)를 통해 도달할 수 있다. 택시와 셔틀 서비스를 이용하실 수 있다. 공항에서 로르샤흐 및 라이네크의 인근 마을과 기차역까지 정기 버스가 운행된다.

### 사건과 사고
1994년 1월 24일 세스나 425가 공항에 접근하던 중 로르샤흐의 콘스탄스호에 충돌하여 탑승자 5명 전원이 사망했다.

## 같이 보기
- 스위스의 교통